# Anne Perez
Anne Perez est une personnalité française de la radio.
Comédienne de formation, à partir des années 1960, Anne Perez a effectué l'essentiel de sa carrière à Europe 1. Meneuse de jeu comme Robert Willar et Vonny, elle est une des voix historiques de la station.
Sa carrière fut marquée par De 9 h à Bibi (9 h à midi) avec Maurice Biraud (1960 à 1968) ainsi que ses collaborations avec Jean-Pierre Elkabbach pour Découvertes (1982 à 1987) ou Jean-Claude Brialy pour Tenue de soirée (1986 à 1992). Dès les années 1970 et 1980, elle est meneuse de jeu dans les sessions d'information Europe midi avec André Arnaud (13 h).
En 2016, elle réalise Une histoire du Dancefloor, quatre épisodes de LSD, La série documentaire de Perrine Kervran où elle tente de « comprendre l’évolution des pratiques dansantes en les inscrivant dans un contexte politique et social »,.

## Carrière à Europe 1
- 1960-1968 : De 9 h à Bibi avec Maurice Biraud (9 h à 12 h)
- 1982-1984 : Découvertes avec Jean-Pierre Elkabbach (14 h-16 h en 1982 puis 15 h-16 h 30 en 1983)
- 1983-1984 : Silence ... on joue avec Jacques Rouland (16 h 30-17 h)
- 1984-1987 : Découvertes avec Jean-Pierre Elkabbach (18 h-20 h)
- 1986-1992 : Tenue de soirée avec Jean-Claude Brialy (Samedi 13 h 30-15 h)
- À partir de 1987, meneuse de jeu dans la session d'information 18 h-20 h jusqu'à son départ d'Europe 1.

## Théâtre
- 1958 : L'Étrangère dans l'île de Georges Soria, mise en scène Jean Négroni, Studio des Champs-Élysées